# Công giáo tại Pháp
Giáo hội Công giáo ở Pháp là một phần của Giáo hội Công giáo toàn cầu trong sự hiệp thông với Giáo hoàng tại Rome. Đây là giáo hội Công giáo đầu tiên hiệp thông và liên tục với giáo hoàng Rôma từ thế kỷ thứ 2, nên đôi khi nó được mệnh danh là "trưởng nữ của Giáo hội".
Những ghi chép đầu tiên về các Kitô hữu ở Pháp có từ thế kỷ thứ 2 khi Irenaeus viết chi tiết về cái chết của vị giám mục chín mươi tuổi Saint Pothinus của Lugdunum (Lyon) và các vị tử đạo khác của cuộc đàn áp 177 AD ở Lyon. Năm 496 Remigius rửa tội cho vua Clovis I, vị vua đã chuyển đổi từ ngoại giáo sang Công giáo. Năm 800, Giáo hoàng Leo III lên ngôi Hoàng đế Charlemagne của Đế chế La Mã thần thánh, hình thành nền tảng chính trị và tôn giáo của Công giáo ở châu Âu và thành lập một cách nghiêm túc liên kết mang tính lịch sử lâu dài của chính phủ Pháp với Giáo hội Công giáo. Để phản ứng lại, Cách mạng Pháp (1789-1790) thực hiện sự đàn áp nặng nề đối với Giáo hội Công giáo. Từ đầu thế kỷ 20, Laïcité, tính trung lập tuyệt đối của nhà nước đối với đến học thuyết tôn giáo, đã trở thành chính sách chính thức của Cộng hòa Pháp.